# La Prise de Tournavos
La Prise de Tournavos je francouzský němý film z roku 1897. Režisérem je Georges Méliès (1861–1938). Datum premiéry filmu není známo. Do roku 2007 byl považován za ztracený.
Jedná se o filmové zpracování bitvy o Tyrnavos, ke které došlo mezi 20. a 23. dubnem 1897. Vzhledem k tomu, že v pozadí je vidět orientální architektura, a jméno města bylo špatně přeloženo (Tournavos), lze se v literatuře dočíst tvrzení, že se jedná o „fiktivní orientální zemi Tournavos“.

## Děj
Řečtí vojáci brání město střelbou z hradeb. Turečtí vojáci se přes ně přesto dostanou a vyhodí bránu pevnosti, kam se Řekové schovali, do povětří. Poté následuje vpád. Při dobývání je vidět, že někdo z řeckých vojáků vystřelí na tureckého vojáka, který se šavlí v ruce povzbuzuje své muže. Turecký voják padá s bolestmi k zemi.